# Grande Prémio Internacional de Torres Vedras-Troféu Joaquim Agostinho 2013
Il Grande Prémio Internacional de Torres Vedras-Troféu Joaquim Agostinho 2013, trentaseiesima edizione della corsa, si svolse dal 19 al 21 luglio 2013 su un percorso di 492 km ripartiti in 3 tappe, con partenza da Silveira e arrivo a Carvoeira. Fu vinto dallo spagnolo Eduard Prades della OFM-Quinta Da Lixa davanti ai portoghesi Edgar Pinto e Henrique Casimiro.

## Tappe
| Tappa  | Data      | Percorso                           | km    | Vincitore di tappa | Leader cl. generale |
| ------ | --------- | ---------------------------------- | ----- | ------------------ | ------------------- |
| 1ª     | 19 luglio | Silveira > Vimeiro                 | 160,8 | Sérgio Ribeiro     | Sérgio Ribeiro      |
| 2ª     | 20 luglio | Atouguia da Baleia > Torres Vedras | 153,5 | Jon Larrinaga      | Jon Larrinaga       |
| 3ª     | 21 luglio | Manique do Intendente > Carvoeira  | 177,2 | Eduard Prades      | Eduard Prades       |
| Totale | Totale    | Totale                             | 492   |                    |                     |

## Dettagli delle tappe

### 1ª tappa
- 19 luglio: Silveira > Vimeiro – 160,8 km

| Pos. | Corridore       | Squadra           | Tempo    |
| ---- | --------------- | ----------------- | -------- |
| 1    | Sérgio Ribeiro  | Louletano         | 4h11'35" |
| 2    | Filippo Baggio  | Ceramica Flaminia | s.t.     |
| 3    | Fabio Silvestre | Leopard           | s.t.     |

| Pos. | Corridore                   | Squadra           | Tempo    |
| ---- | --------------------------- | ----------------- | -------- |
| 1    | Sérgio Ribeiro              | Louletano         | 4h11'25" |
| 2    | Filippo Baggio              | Ceramica Flaminia | a 4"     |
| 3    | Bruno Duarte Ferreira Silva | L.A. Aluminios    | a 5"     |

### 2ª tappa
- 20 luglio: Atouguia da Baleia > Torres Vedras – 153,5 km

| Pos. | Corridore                      | Squadra | Tempo    |
| ---- | ------------------------------ | ------- | -------- |
| 1    | Jon Larrinaga                  | Euskadi | 3h52'50" |
| 2    | Carlos Barbero                 | Euskadi | a 10"    |
| 3    | Samuel José Rodrigues Caldeira | OFM     | s.t.     |

| Pos. | Corridore                   | Squadra        | Tempo    |
| ---- | --------------------------- | -------------- | -------- |
| 1    | Jon Larrinaga               | Euskadi        | 8h04'12" |
| 2    | Sérgio Ribeiro              | Louletano      | a 13"    |
| 3    | Bruno Duarte Ferreira Silva | L.A. Aluminios | a 18"    |

### 3ª tappa
- 21 luglio: Manique do Intendente > Carvoeira – 177,2 km

| Pos. | Corridore         | Squadra        | Tempo    |
| ---- | ----------------- | -------------- | -------- |
| 1    | Eduard Prades     | OFM            | 4h42'47" |
| 2    | Edgar Pinto       | L.A. Aluminios | a 1"     |
| 3    | Henrique Casimiro | Carmim-Tavira  | s.t.     |

| Pos. | Corridore         | Squadra        | Tempo     |
| ---- | ----------------- | -------------- | --------- |
| 1    | Eduard Prades     | OFM            | 12h47'12" |
| 2    | Edgar Pinto       | L.A. Aluminios | a 5"      |
| 3    | Henrique Casimiro | Carmim-Tavira  | a 7"      |

## Classifiche finali

### Classifica generale
| Pos. | Corridore                   | Squadra                       | Tempo     |
| ---- | --------------------------- | ----------------------------- | --------- |
| 1    | Eduard Prades               | OFM-Quinta Da Lixa            | 12h47'12" |
| 2    | Edgar Pinto                 | L.A. Aluminios-Antarte        | a 5"      |
| 3    | Henrique Casimiro           | Carmim-Tavira                 | a 7"      |
| 4    | Delio Fernández             | OFM-Quinta Da Lixa            | a 11"     |
| 5    | Bruno Duarte Ferreira Silva | L.A. Aluminios-Antarte        | a 19"     |
| 6    | João Pereira                | Carmim-Tavira                 | a 20"     |
| 7    | Kristian Haugaard Jensen    | Leopard-Trek Continental Team | s.t.      |
| 8    | Matteo Fedi                 | Ceramica Flaminia-Fondriest   | a 24"     |
| 9    | Antonio Santoro             | Ceramica Flaminia-Fondriest   | s.t.      |
| 10   | Hernani Broco               | Efapel-Glassdrive             | s.t.      |